# Xung đột nội bộ tại Peru
Ước tính gần 70.000 người đã chết trong chiến sự nội bộ tại Peru từ lúc bắt đầu năm 1980 và, mặc dù vẫn đang tiếp diễn, tình hình đã lắng xuống rất nhiều từ năm 2000. Các thành viên tham chiến trong xung đột là Con đường Sáng (Sendero Luminoso), Phong trào Cách mạng Tupac Amaru và chính phủ Peru.
Phần lớn nạn nhân chiến tranh là dân thường. Tất cả các thành phần vũ trang trong cuộc chiến cố ý nhắm vào và giết hại thường dân, làm cho cuộc xung đột đẫm máu hơn bất kỳ cuộc chiến tranh khác trong lịch sử Peru.

## 2008
Quân đội chính phủ tiến vào một cứ địa của Con đường Sáng trong vùng trồng coca ở Apurimac và vùng thung lũng sông Ene. Phiến quân hạ sát 39 lính và sáu cảnh sát viên. Tổn thất của phiến quân không được biết rõ. Các tổn thất này đã gây lại sự chỉ trích nhắm vào chính phủ, vốn theo các phân tích gia quân sự và thành phần đối lập thì đã không ngăn chặn được việc buôn bán ma túy cũng như hoạt động của phiến quân.

## 2009
Cuộc chiến chống phiến loạn ở Peru gia tăng cường độ trong cuối tháng 8, với việc phiến quân phục kích một toán tuần tiễu chính phủ và tấn công một đồn quân ở vùng hẻo lánh. Có năm quân nhân thiệt mạng và 10 người khác bị thương. Phía quân đội nói có ba phiến quân bị bắt và bốn người khác bị giết, tuy rằng con số tử thương của phiến quân chưa được kiểm chứng.
Du kích phiến quân thuộc tổ chức phiến loạn Con đường Sáng dùng đại liên bắn rơi một trực thăng của Không quân Peru vào chiều tối ngày thứ Tư, 2/9, trong khu vực cao nguyên Sinaycocha, một làng trên núi dọc theo con đường chuyển vận ma túy trong tỉnh Junin, nơi chuyên trồng coca cho việc sản xuất cocain, làm thiệt mạng ba người và làm bị thương năm người khác. Trực thăng này đang tìm cách đáp xuống để di tản ba người lính bị thương trong cuộc đụng độ với phiến quân ngày hôm trước.
"Peru đang trở thành một Colombia mới nếu chính phủ không đối phó thẳng tay, gia tăng ngân sách và đưa ra chiến lược đối phó," theo lời dân biểu đối lập Johnny Lescano trong một cuộc tranh luận ngày 3 tháng 9. Peru hiện đứng thứ nhì sau Colombia về mức sản xuất coca và cocain trên thế giới nhưng không có chương trình diệt trừ ma túy do Hoa Kỳ tài trợ trong vùng Apurimac và thung lũng Ene.
Tổng thống Alan Garcia hứa sẽ gia tăng các chương trình trợ giúp xã hội và cấm bán các chất hóa học có thể dùng để chế biến cocain hầu khuyến khích nông dân không trồng coca. Tuy nhiên hàng chục ngàn lít dầu hỏa vẫn tiếp tục đổ vào vùng này để làm bột cocain kể từ khi có lệnh cấm vào tháng 4.